# Dombrád
Dombrád (ukrajinsky Домбрад, Dombrad) je město ve východním Maďarsku v župě Szabolcs-Szatmár-Bereg, spadající pod okres Kemecse, blízko hranic se župou Borsod-Abaúj-Zemplén. Nachází se asi 29 km severovýchodně od Nyíregyházy. V roce 2015 zde žilo 4 015 obyvatel. Podle údajů z roku 2001 zde bylo 92 % obyvatel maďarské a 8 % romské národnosti.
Blízko města prochází řeka Tisa, pro nejjednodušší přepravu na druhou stranu lze použít most v sousedním Tiszakanyáru. Nejbližšími městy jsou Ajak, Cigánd, Demecser, Kemecse, Kisvárda a Nagyhalász. Blízko jsou též obce Beszterec, Gégény, Pátroha, Tiszakanyár, Tiszatelek a Újdombrád.